# Euphorbia echinus
Euphorbia echinus ist eine Pflanzenart aus der Gattung Wolfsmilch (Euphorbia) in der Familie der Wolfsmilchgewächse (Euphorbiaceae).

## Beschreibung
Die sukkulente Euphorbia echinus bildet dicht aus der Basis heraus verzweigende Sträucher bis 30 Zentimeter Höhe aus, mit bis zu einhundert Trieben pro Pflanze. Die bis 1 Meter langen Triebe sind fünf- bis achtkantig und werden 4 bis 5 Zentimeter dick. Die bis zu 5 Millimeter großen Dornschildchen sind zu einem Hornrand verwachsen. Die Dornen erreichen eine Länge von 5 bis 15 Millimeter.

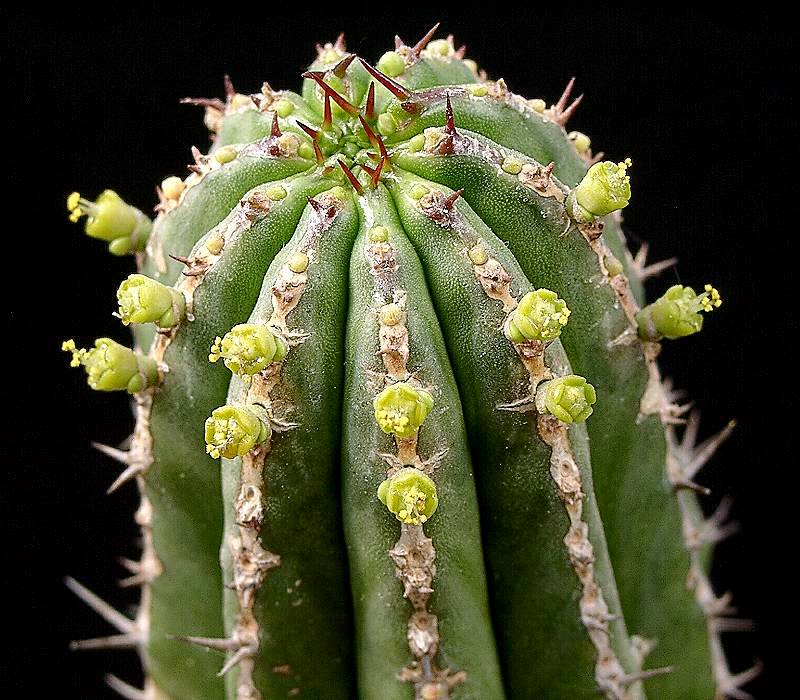
Einzelblüten

Der Blütenstand besteht aus einzelnen Cymen, die ein- bis zweifach gegabelt sind. Die Blütenstandstiele sind kurz und die Cyathien erreichen einen Durchmesser von etwa 3 Millimeter. Die elliptischen Nektardrüsen sind dunkelrot gefärbt. Die nahezu kugelförmige Frucht wird 4 Millimeter groß und steht an einem zurückgebogenen und herausragenden Stiel. Die Oberfläche des Samen ist ungleichmäßig mit Runzeln besetzt.

## Verbreitung und Systematik
Euphorbia echinus ist im Süden von Marokko, im Antiatlas, in der Nähe der Küste verbreitet.
Euphorbia echinus gehört zur Sektion Euphorbia der Untergattung Euphorbia. Die Erstbeschreibung der Art erfolgte 1874 durch Joseph Dalton Hooker und Ernest Saint-Charles Cosson. Als Synonyme zu dieser Art gelten Euphorbia officinarum subsp. echinus (Hook.f. & Coss.) Vindt (1960), Euphorbia echinus var. brevispina Hook.f. & Coss. (1874), Euphorbia hernandez-pachecoi Caball. (1935), Euphorbia echinus var. hernandez-pachecoi (Caball.) Maire (1936), Euphorbia officinarum var. hernandez-pachecoi (Caball.) Oudejans (1990) und Euphorbia echinus var. chlorantha (Caball.) Maire (1936).